# Juan Domecq
Juan Carlos Domecq Fortuondo, (nacido el 10 de junio de 1950 en Cuba) es un exjugador de baloncesto cubano. Fue medalla de bronce con Cuba en los Juegos Olímpicos de Múnich 1972.